# Marie de France
[[Bestand:Marie de France.jpg|thumb|{{center|Marie de France overhandigt haar gedichtenboek aan Hendrik II van Engeland
[[Charles Abraham Chasselat}}]], 1820.]]

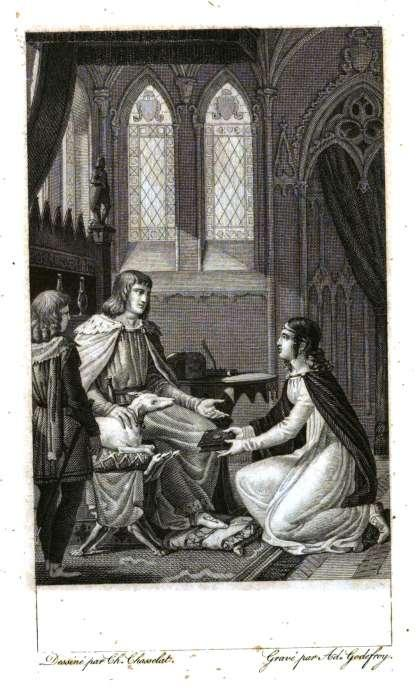
Marie de France overhandigt haar gedichtenboek aan Hendrik II van Engeland
Charles Abraham Chasselat, 1820.

Marie de France (actief in de tweede helft van de 12e eeuw) is de eerste bekende Franse dichteres. Ze was afkomstig uit Île-de-France en leefde in het 12e-eeuwse Anglo-Normandische Engeland.
Marie was bekend met het hofleven en had mogelijk een klerikale scholing genoten, of had alleszins toegang tot een bibliotheek. Zij schreef hofliteratuur in Latijn en Frans (Francien/Anglo-Normandisch) en mogelijk ook (Middel)engels, en kende woorden uit het Normandisch en Bretons, wat blijkt uit haar Lais.
Verschillende middeleeuwse werken worden aan haar toegeschreven, waaronder de Lais (een twaalftal liefdessprookjes), de Fables (een bundel van 102 dierenfabels) en mogelijk L'Espurgatoire Seint Patriz, een vertaling en adaptatie van het Latijnse origineel. June Hall McCash van de Middle Tennessee State University schreef in haar in 2006 gepubliceerde boek The Life of Saint Audrey: A Text by Marie de France ook La Vie seinte Audree aan Marie de France toe, en dit vooral op grond van de laatste versregels die luiden:
Ici escris mon non Marie / Pur ce ke sois remembree ("Hier schrijf ik mijn naam Marie, opdat ik herinnerd worde").
Of het nu in al deze gevallen gaat om dezelfde dichteres is niet geheel zeker, al is dit voor de Lais en de Fables wel waarschijnlijk. Sedert de zestiende eeuw staat zij bekend als Marie de France, volgens de epiloog van de Fables, waarin zij zich voorstelt als volgt:
Marie ai num, si sui de France ("Mijn naam is Marie en ik kom uit Frankrijk"). Dit betekent dat zij afkomstig is van de regio Île-de-France, hoewel zij toen leefde en schreef in het Anglo-Normandische Engeland, waarvan de dialectische kenmerken in haar werk zijn terug te vinden.
De Lais, geschreven in dit Anglo-Normandisch dialect, zijn gewijd aan Henri II Plantagenet, de fabels waarschijnlijk aan William de Mandeville, graaf van Essex, die als koning stierf in 1189. Studie van literaire invloeden bracht aan het licht dat de Lais werden samengesteld tussen 1160 en 1178 en waarschijnlijk vóór 1170; de fabels (gedeeltelijk vertalingen, en bekend als de Ysopë) ontstonden waarschijnlijk in de periode 1198-1208; de Espurgatoire dateert van circa 1190.